# Индонезийско-узбекистанские отношения
Индонезийско-узбекистанские отношения — двусторонние дипломатические и экономические отношения между Индонезией и Узбекистаном. Были официально установлены 23 июня 1992 года. Каждая из этих стран признаёт важность потенциала другой. Так, Узбекистан признаёт стратегическую важность Индонезии, крупнейшего в мире мусульманского государства и крупнейшей экономики Юго-Восточной Азии, а Индонезия считает Узбекистан воротами в Центральную Азию и потенциальным рынком. Население обеих стран преимущественно мусульманское; и Узбекистан, и Индонезия являются членами Организации исламского сотрудничества, а также странами-партнëрами БРИКС.

## История
Исторические отношения между республиками начались задолго до независимости Узбекистана. В 1961 году лидер Индонезии Сукарно посетил Мавзолей имама Мухаммада аль-Бухари в Самарканде в ходе визита в Советский Союз.
28 декабря 1991 года Индонезия признала независимость Узбекистана от распавшегося СССР. Дипломатические отношения были установлены во время официального визита президента Узбекистана Ислама Каримова в Индонезию. Индонезия открыла посольство в Ташкенте в мае 1994 года, а в 1996 году в Джакарте было открылось посольство Узбекистана.

## Торговля и инвестиции
Товарооборот двух стран составляет 10-30 миллионов долларов США. В 2007 году он составлял 28,27 миллионов долларов, в 2008 году — 13,75 миллионов долларов. Узбекистан экспортирует в Индонезию электрическое оборудование, шерсть, хлопок и войлок. Индонезия же экспортирует какао, чай, табак, растительное и животное масла, шины, вышивку и различные небольшие изделия.

## Культура
В 2001 году в Самарканде был открыт центр изучения индонезийского языка, в котором ежегодно обучаются более двадцати студентов. Индонезийскому языку также учат в Самаркандском государственном институте языков мира и Ташкентском государственном институте востоковедения. Культурные обмены между странами часто способствуют улучшению отношений. 1 мая 2013 года в зале консерватории Ташкента были показаны индонезийские танцы в исполнении узбекских танцоров.